# Streženice
Streženice (in ungherese Kebeles) è un comune della Slovacchia facente parte del distretto di Púchov, nella regione di Trenčín.